# Сапгир, Генрих Вениаминович
Ге́нрих Вениами́нович Сапги́р (20 ноября 1928, Бийск — 7 октября 1999, Москва) — русский советский писатель, поэт, переводчик и сценарист.

## Биография
Родился в еврейской семье в Бийске Алтайского края, сын сапожника Бениамина Файвышевича (Владимира Павловича) Сапгира (1895—1963), открывшего в период НЭПа предприятие по производству обуви и вынужденного с семьёй перебраться в Бийск. Сапгир писал о том, что со стороны матери, белошвейки Малки Вульфовны (Марии Владимировны) Сапгир (урождённой Беленькой, 1902—1957), он состоял в родстве c Марком Шагалом. Родители происходили из Витебска и разговорным языком в семье был идиш. У него были старшие братья Меер (в быту Михаил, 1919—1991) и Игорь, младшая сестра Элла. В начале 1930-х годов семья поселилась в Москве.
Во время войны остался с матерью в Александрове Владимирской области — отец и братья ушли на фронт (отец был призван в 1942 году, награждён орденом Красной Звезды, медалями; брат Игорь погиб на фронте). В 1944 году вернулся в Москву один (мать с трёхлетней сестрой остались в Александрове).
С 1944 года участник литературной студии поэта и художника Евгения Кропивницкого при Доме пионеров Ленинградского района Москвы. С конца 1950-х годов вокруг Кропивницкого и его ученика художника Оскара Рабина сформировался тесный круг эстетически близких поэтов и художников, получивший впоследствии название «лианозовской школы» (неподалёку от подмосковной станции Лианозово жил Рабин). Учился в полиграфическом техникуме, в 1948—1952 годах проходил воинскую службу на объекте Свердловск-4. После демобилизации работал нормировщиком в скульптурном комбинате Художественного фонда (1953—1960).
В советские годы Сапгир много публиковался как детский писатель (ему принадлежат сценарии мультфильмов «Паровозик из Ромашкова» и другие, перевод текста песни «Зелёная карета» (с идиша, стихи Овсея Дриза) и другие.
В своем «Новом букваре» Сапгир придерживается традиционной методики пословного обучения чтению. В созданных им столбцах слов буквы и звуки в словах перекликаются по диагонали, вертикали и горизонтали, создавая звукосмысловые и графические соответствия.
В 1979 году участвовал в неподцензурном альманахе «Метрополь». Первая публикация «взрослых» стихов Сапгира за границей — в 1965 году, в СССР — только в 1989 году, в перестройку. Выступал также как переводчик (прежде всего, еврейского поэта Овсея Дриза, немецкой конкретной поэзии и американского поэта Джима Кэйтса). Составитель поэтического раздела антологии «Самиздат века» (1998), на основе которого создан Интернет-проект.
В годы перестройки стал членом Союза писателей Москвы (с 1988 года), хотя к идее Союза писателей относился отрицательно. Был членом ПЕН-клуба с 1995 года; перед самой смертью вступил в группу ДООС (в 1999 году).
В 1996 году был среди деятелей культуры и науки, призвавших российские власти остановить войну в Чечне и перейти к переговорному процессу.
Умер от сердечного приступа в московском троллейбусе по дороге на презентацию антологии «Поэзия безмолвия», где он должен был выступать.

### Семья
Первая жена — Римма Иосифовна Заневская-Сапгир (1930—2021), художник, участница Бульдозерной выставки. Дочь Елена, журналистка Международного французского радио.
Вторая жена — Кира Александровна Сапгир (урождённая Гуревич; 1937—2022), детский писатель, поэт; переводчик, дочь переводчика Александра Давыдовича Гуревича (1906—1967), племянница журналиста С. Д. Гуревича. Оставила мужа и с 1978 года жила в Париже. Дочь Мария.
Третья жена — Людмила Станиславовна Родовская (1944—2016), основательница литературно-художественных собраний, проходивших в доме Сапгира после его смерти.
Двоюродная сестра — Жанна Витензон, сценарист мультипликации.

## Премии
Лауреат Пушкинской премии Российской Федерации, премий журналов «Знамя» (1993) и «Стрелец» (1995, 1996), премии «За особые заслуги» Тургеневского фестиваля малой прозы (1998).

## Переводы
- Сто пятьдесят семь переводов стихотворений О. Дриза // Овсей Дриз. Белое пламя. — М.: Советский писатель, 1990. — 384 с.

## Нотные издания
- Евграфов Ю. Хоровые произведения без сопровождения. Т. 1 — АУ. Стихи Генриха Сапгира. Т. 2 — БОЧКА. Стихи Генриха Сапгира. — М.: Композитор, 2009. — 210 с.
- Полный список опубликованных вокальных и вокально-хоровых произведений Ю. Евграфова на стихи Г. Сапгира (св.60)на сайте grafff.ru
- Муз. Ю. Евграфова. стихи И. Ефановой. Великий Генрих. Хор а сарреlla. Публикация (исполнение) — Камерный хор Московской государственной консерватории им. П.И.Чайковского, дир. А. Соловьев. , 5.09.2016 (открытие юбилейного сезона в Большом зале Московской консерватории к ее 150-летию)

## Сценарист
- 1964 — «Лягушонок ищет папу» (мультфильм) — автор сценария совместно с Г. Цыферовым
- 1965 — «Медвежонок на дороге» (мультфильм) — автор сценария совместно с Р. Качановым
- 1966 — «Главный Звёздный» (мультфильм) — автор сценария совместно с Г. Цыферовым
- 1966 — «Мой зелёный крокодил» (мультфильм) — автор сценария совместно с Г. Цыферовым
- 1967 — «Как стать большим» (мультфильм) — автор сценария совместно с Г. Цыферовым
- 1967 — «Легенда о Григе» (мультфильм) — автор сценария совместно с Г. Цыферовым
- 1967 — «Паровозик из Ромашкова» (мультфильм) — автор сценария совместно с Г. Цыферовым
- 1967 — «Честное крокодильское» (мультфильм) — автор сценария совместно с Г. Цыферовым
- 1968 — «Не в шляпе счастье» (мультфильм) — автор сценария совместно с Г. Цыферовым
- 1968 — «Ничто не забыто» (Человек с закрытыми глазами) (мультфильм) — автор сценария
- 1968 — «Пугало» (мультфильм) — автор сценария совместно с Г. Цыферовым
- 1969 — «Солнечное зёрнышко» (мультфильм) — автор сценария совместно с Г. Цыферовым
- 1970 — «Сладкая сказка» (мультфильм) — автор сценария совместно с Г. Цыферовым
- 1970 — «Я нарисую солнце» (мультфильм) — автор сценария совместно с Г. Цыферовым
- 1971 — «Край земли» (мультфильм) — автор сценария совместно с Г. Цыферовым
- 1971 — «Ослик Плюш» (мультфильм) — автор сценария совместно с Г. Цыферовым
- 1971 — «Удивительный китёнок» (мультфильм) — автор сценария совместно с Г. Цыферовым
- 1972 — «В тридесятом веке» (мультфильм) — автор сценария
- 1972 — «Ветерок» (мультфильм) — автор сценария
- 1972 — «Самый уважаемый» (мультфильм) — автор сценария совместно с Г. Цыферовым
- 1973 — «Волшебные фонарики» (мультфильм) — автор сценария совместно с Г. Цыферовым
- 1973 — «Небылицы в лицах» (в к/а Весёлая карусель № 5) (мультфильм) — автор сценария
- 1973 — «Первые встречи» (мультфильм) — автор сценария совместно с Г. Цыферовым
- 1973 — «Спасибо» (мультфильм) — автор сценария
- 1974 — «Как козлик землю держал» (мультфильм) — автор сценария совместно с Г. Цыферовым
- 1974 — «Утренняя музыка» (мультфильм) — автор сценария совместно с Г. Баллом
- 1975 — «И мама меня простит» (мультфильм) — автор сценария
- 1975 — «Наша няня» (мультфильм) — автор сценария
- 1976 — «Птичий праздник» (мультфильм) — автор сценария
- 1976 — «Сказка о жадности» (мультфильм) — автор сценария совместно с С. Прокофьевой
- 1976 — «Чуридило» (мультфильм) — автор сценария
- 1977 — «Не любо — не слушай» (мультфильм) — автор сценария совместно с Л. Носыревым
- 1977 — «Серебряное копытце» (мультфильм) — автор сценария
- 1978 — «Мой приятель светофор» (мультфильм) — автор сценария совместно с С. Прокофьевой
- 1979 — «Недодел и передел» (мультфильм) — автор сценария совместно с Г. Сокольским
- 1979 — «Принцесса и людоед» (в к/а Весёлая карусель № 9) (мультфильм) — автор сценария совместно с Э. Назаровым
- 1980 — «Пирог со смеяникой» (мультфильм) — автор сценария
- 1981 — «Мороз Иванович» (мультфильм) — автор сценария
- 1982 — «Сладкий родник» (мультфильм) — автор сценария
- 1983 — «Сказка об очень высоком человеке» (мультфильм) — автор сценария совместно с О. Дризом
- 1984 — «Охотник до сказок» (мультфильм) — автор сценария
- 1984 — «Про Буку» (мультфильм) — автор сценария
- 1984 — «Про Фому и про Ерёму» (мультфильм) — автор сценария
- 1984 — «Синеглазка» (мультфильм) — автор сценария
- 1986 — «Дореми» (мультфильм) — автор сценария
- 1986 — «Трое на острове» (мультфильм) — автор сценария
- 1986 — «Улыбка Леонардо да Винчи» (мультфильм) — автор сценария
- 1987 — «Вечные льды» (мультфильм) — автор сценария совместно с Л. Носыревым
- 1987 — «Как ослик грустью заболел» (мультфильм) — автор сценария
- 1987 — «Морожены песни» (мультфильм) — автор сценария
- 1991 — «Маленькая колдунья» (мультфильм) — автор сценария

## Автор текстов песен
- 1964 — «Светлячок № 5» (мультфильм)
- 1973 — «Часы с кукушкой» (мультфильм)
- 1970 — «Приключения жёлтого чемоданчика»
- 1975 — «В гостях у гномов» (мультфильм)
- 1976 — «Голубой слонёнок» (мультфильм)
- 1977 — «Кто я такой?» (мультфильм)
- 1978 — «Дед Мороз и серый волк» (мультфильм)
- 1979 — «Золушка» (мультфильм)
- 1979 — «Принцесса и людоед» (в к/а Весёлая карусель № 9) (мультфильм)
- 1980 — «Шарик-фонарик» (мультфильм)
- 1981 — «Ничуть не страшно» (мультфильм)
- 1981 — «Раз — горох, два — горох» (мультфильм)
- 1982 — «Тайна жёлтого куста» (мультфильм)
- 1983 — «Змей на чердаке» (мультфильм)
- 1983 — «Приключения Петрова и Васечкина, обыкновенные и невероятные»
- 1989 — «Смех и горе у Бела моря» (мультфильм)

## Об авторе
- В. Ломазов. Московские мифы Генриха Сапгира. Эссе // Альманах Стрелец, № 2, 1992 г.
- Кривулин В. Голос и пауза Генриха Сапгира. Вст. статья к изд.: Генрих Сапгир. Лето с ангелами. — М.: НЛО, 2000.
- Битов А. Истина и стена // Сапгир Г. Избранное. М.: Париж; Нью-Йорк, 1993.
- Филатова О. Генрих Сапгир: «самокритика» текста // Вопросы онтологической поэтики. Потаенная литература: Исследования и материалы. Иваново, 1998.
- Великий Генрих. Сапгир и о Сапгире. (Сост. Т. Михайловская). — М.: Рос. гос. гуманитарный университет, 2003. — 370 с.
- Шраер М., Шраер-Петров Д. Генрих Сапгир: Классик авангарда. — 1 изд. СПб, изд-во Дмитрия Буланина, 2004. — 3 изд. Екатеринбург, Ридеро. 2017.
- Шраер М., Шраер-Петров Д. Генрих Сапгир (1928—1999): краткий обзор жизни и творчества // Wiener Slawistischer Almanach 53 (2004): 199—258.
- Smith, A. 'Genrikh Sapgir: Klassik avangarda'. Рец. на кн. Шраер М., Шраер-Петров Д. Генрих Сапгир: Классик авангарда.
- The Slavonic and East European Review, volume 83, number 4, 1 October 2005, pp. 746—747(2).
- Сергей Капков. Энциклопедия отечественной мультипликации. — М.: Алгоритм, 2006. — С. 570—571. — 816 с. — 3000 экз. — ISBN 5-9265-0319-4.
- «Полилог», № 2, 2009 (спецвыпуск, посвящённый творчеству Г. Сапгира).
- Орлицкий Ю. Открыватель новых миров. Вст. статья к изд.: Генрих Сапгир. Складень. — М.: Время, 2008. — 926 с.
- В. Ломазов. Поэт империи или городской сумасшедший 2010 г. Сапгировские чтения Труды РГГУ.
- В. Ломазов. В отсутствие интонации 2011 г. Сапгировские чтения Труды РГГУ.
- Плеханова И. И. Интеллектуальная поэзия. Иосиф Бродский, Генрих Сапгир, Д. А. Пригов. — Флинта, Наука, 2016.
- Ермолин Е. Мультиверс. Литературный дневник. Опыты и пробы актуальной словесности. М.: Совпадение, 2017. — ISBN 978-5-9909157-0-1. С. 147—153.
- Пятнадцать ежегодных научных международных конференций «Сапгировские чтения». — Рос. гос. гуманитарный университет, 2004—2018.
- Шашлова Е. Поэзия Г. Сапгира в хоровом творчестве Ю. Евграфова (недоступная ссылка) // Вестник Саратовского государственного технического университета, 2012, № 1 (63), выпуск 1, с. 222—227.
- Михайлова И. О премьере Сапгир-симфонии № 6 Юрия Евграфова. — М.: Музыкальная академия, 2014, № 1.
- Семенова Е. На дуроге дымовозы (интервью Ю. Орлицкого).